# Gonzalo Pozo
Gonzalo Pozo Ripalda (Quito, Pichincha, Ecuador, 27 de mayo de 1925 - 28 de agosto de 2019) fue un exfutbolista ecuatoriano que jugaba de delantero y fue parte de la Selección ecuatoriana de fútbol.

## Trayectoria
Gonzalo Pozo es considerado el mejor futbolista que ha jugado en Sociedad Deportiva Aucas.
A más de ser futbolista se destacó en el atletismo y en el Tenis de Mesa deporte en el que fue vicecampeón de la Provincia de Pichincha.
Como futbolista debutó en el año de 1943 vistiendo la camisa del desaparecido equipo Gladiador de Quito, siendo campeón provincial con dicho club en 1944.
En Aucas fue uno de los gestores del poderío de dicho club en sus inicios, siendo campeón provincial desde el año de 1946 a 1949, haciéndolo también en 1959 cuando el club alcanzó nuevamente el campeonato de Pichincha.
En 1951 fue transferido al América de Cali en donde hizo un gran papel y una dupla extraordinaria con José Ricardo de León.
En 1947, defendió a la Selección Ecuatoriana de Fútbol en el Campeonato Sudamericano.
Su retiro lo hizo en el Estadio El Ejido en 1960.

## Palmarés

### Campeonatos locales
| Título                  | Club      | País    | Año  |
| ----------------------- | --------- | ------- | ---- |
| Campeonato de Pichincha | Gladiador | Ecuador | 1944 |
| Campeonato de Pichincha | Aucas     | Ecuador | 1946 |
| Campeonato de Pichincha | Aucas     | Ecuador | 1947 |
| Campeonato de Pichincha | Aucas     | Ecuador | 1948 |
| Campeonato de Pichincha | Aucas     | Ecuador | 1949 |
| Campeonato de Pichincha | Aucas     | Ecuador | 1959 |